# Kuzman Sotirović
Kuzman Sotirović (ur. 16 października 1908 w Mawrowie, zm. 25 lipca 1990 w Paryżu) – serbski piłkarz, występujący na pozycji napastnika. Sotirović odznaczał się szybkością, dryblingiem oraz bardzo dobrymi podaniami, pomimo swoich słabych atrybutów fizycznych. W trakcie kariery piłkarskiej nosił przydomek Čokalija.
Karierę zaczynał w zespole BSK Belgrad i już w sezonie 1927/1928 zdobył tytuł króla strzelców, zdobywając 6 goli w 5 występach. W tym samym roku Sotirović wyjechał na stałe do Francji, gdzie w latach 1928–1932 występował w zespole FC Sète. Od roku 1932 do roku 1938 występował w zespole Montpellier HSC.
Sotirović 19 razy wystąpił w reprezentacji Belgradu i pięć razy w reprezentacji Jugosławii (1928-1931), gdzie zdobył także dwa gole. Zadebiutował w niej w rozgrywanym 6 maja 1928 w Belgradzie spotkaniu przeciwko Rumunii wygranym przez Jugosławię 3:1. Warto zauważyć, że Sotirović był jednym z czterech debiutantów w tym spotkaniu obok Teodora Spasojevicia, Savy Marinkovicia, Ljubišy Đorđevicia i Dragutina Najdanovicia. Ostatni raz w zespole narodowym wystąpił 4 października 1931 w Sofii w spotkaniu rozgrywanym w ramach Pucharu Bałkańskiego przeciwko Bułgarii przegranym przez Jugosławię 2:3. Wraz z reprezentacją Jugosławii uczestniczył w IO 1928 w Amsterdamie.
1. 6 maja 1928 Belgrad,  Jugosławia –  Rumunia 3:1
2. 29 maja 1928 Amsterdam,  Jugosławia –  Portugalia 1:2
3. 28 października 1928 Praga,  Czechosłowacja –  Jugosławia 7:1
4. 2 października 1931 Sofia,  Jugosławia –  Turcja 0:2
5. 4 października 1931 Sofia,  Bułgaria –  Jugosławia 3:2

Sotirović po zakończeniu kariery sportowej przeprowadził się do Paryża, gdzie umarł w roku 1990. Został pochowany na Cmentarzu Nowym w Belgradzie.